# Формалізація
Формаліза́ція (англ. formalization) — метод логіки; у математичній логіці це процес подання інформації про об'єкт, процес, явище в формалізованому вигляді; метод подання змістової теорії як числення. Полягає в заміні всіх змістових тверджень відповідними їм послідовностями символів або формулами.
Формалізація — це метод відображення певної області у вигляді формальної системи, коли форма виділяється як особливий предмет дослідження незалежно від змісту. Такий метод полегшує вивчення предмета.
Формалізація дає змогу виявити загальні структури думок, сформулювати на цій основі загальні закони і правила міркування, завдяки чому можна змінити будь-яке змістовне міркування, фрагмент тексту чи й цілий текст відповідною системою формул.
Будь-яка формалізація за визначенням ігнорує деяку частину доступної інформації, тому формалізація — це тільки правильний спосіб з'єднання думок, сам же висновок може зовсім не відповідати дійсності.